# Courant communiste
 (février 2013).
Si vous disposez d'ouvrages ou d'articles de référence ou si vous connaissez des sites web de qualité traitant du thème abordé ici, merci de compléter l'article en donnant les références utiles à sa vérifiabilité et en les liant à la section « Notes et références ».
Le Courant communiste était une organisation marxiste-léniniste armée active au Kurdistan irakien jusqu'en 1993. 

## Histoire
À l'origine, le Courant communiste est un partisan de l'Albanie d'Enver Hoxha, mais dès le milieu des années 1980 le Courant communiste se rapproche du Parti communiste d’Iran, très critique envers les pays communistes. 
En mars 1991, lors de l'attaque américaine contre l'Irak, le Courant communiste estime possible de renverser le régime de Saddam Hussein au Kurdistan. Prenant de vitesse les nationalistes kurdes, il prend l'initiative de l'insurrection à Souleimaniye. Ses groupes armés prennent d'assaut les bâtiments officiels et les bureaux du Parti Baas, avec un important soutien populaire. En même temps, il mène campagne pour la création de conseils ouvriers, qui prennent effectivement le pouvoir durant plusieurs semaines, et pour les revendications sociales (35 heures, augmentation de salaires, autogestion...). C'est le début de l'insurrection de 1991 au Kurdistan.
En 1993, sous l'impulsion de l'iranien Mansoor Hekmat, le Courant communiste fusionne avec plusieurs autres groupes d'extrême-gauche irakiens pour devenir le Parti communiste-ouvrier d’Irak. 

## Source
- Nicolas Dessaux, Résistances irakiennes : contre l'occupation, l'islamisme et le capitalisme, L'Echappée coll. Dans la mêlée, 2006.